# Harica-patak
A Harica-patak a Tardonai-dombság területén ered, Varbó településtől nyugatra, Borsod-Abaúj-Zemplén vármegyében, mintegy 500 méteres tengerszint feletti magasságban. A patak forrásától kezdve keleti-északkeleti irányban halad, majd Kondó településnél délkeletnek fordul, Radostyán és Sajólászlófalva közt éri el a Nyögő-patakot, majd ennek közvetítésével Sajókápolnán áthaladva Sajószentpéternél éri el a Sajót.

## Partmenti települések
- Kondó
- Radostyán
- Sajólászlófalva
- Sajókápolna
- Sajószentpéter